# Longitarsus subcylindricus
Longitarsus subcylindricus är en skalbaggsart som beskrevs av Willis Blatchley 1920. Longitarsus subcylindricus ingår i släktet Longitarsus och familjen bladbaggar. Inga underarter finns listade i Catalogue of Life.